# Lelystad
Lelystad és un municipi de la província de Flevoland, al centre dels Països Baixos. L'1 de gener del 2009 tenia 74.219 habitants repartits sobre una superfície de 765,39 km² (dels quals 532,65 km² corresponen a aigua).
Com la resta de la província, està construïda sobre territori guanyat al mar: pòlders.

## Història
La ciutat va ser fundada el 1967. Fou batejada Lelystad (Ciutat d'en Lely) en honor de Cornelis Lely, promotor del tancament del Zuiderzee per mitjà de l'Afsluitdijk a començaments de segle xx, cosa que feu possible l'existència de la Flevoland i, per tant, de la ciutat.

## Burgmestres
- 1980-1996 - Hans Gruijters
- 1996-2006 - Chris Leeuwe
- 2006- - Margreet Horselenberg

## Administració
El consistori actual, després de les eleccions municipals de 2007, és dirigit per la socialista Margreet Horselenberg. El consistori consta de 35 membres, compost per:
- Partit del Treball, (PvdA) 11 escons
- Partit Popular per la Llibertat i la Democràcia, (VVD) 5 escons
- SP, 4 escons
- Inwonerspartij, 4 escons
- Crida Demòcrata Cristiana, (CDA) 3 escons
- ChristenUnie, 3 escons
- Leefbaar Lelystad, 2 escons
- GroenLinks, 2 escons
- Stadspartij, 1 escó

## Galeria d'imatges

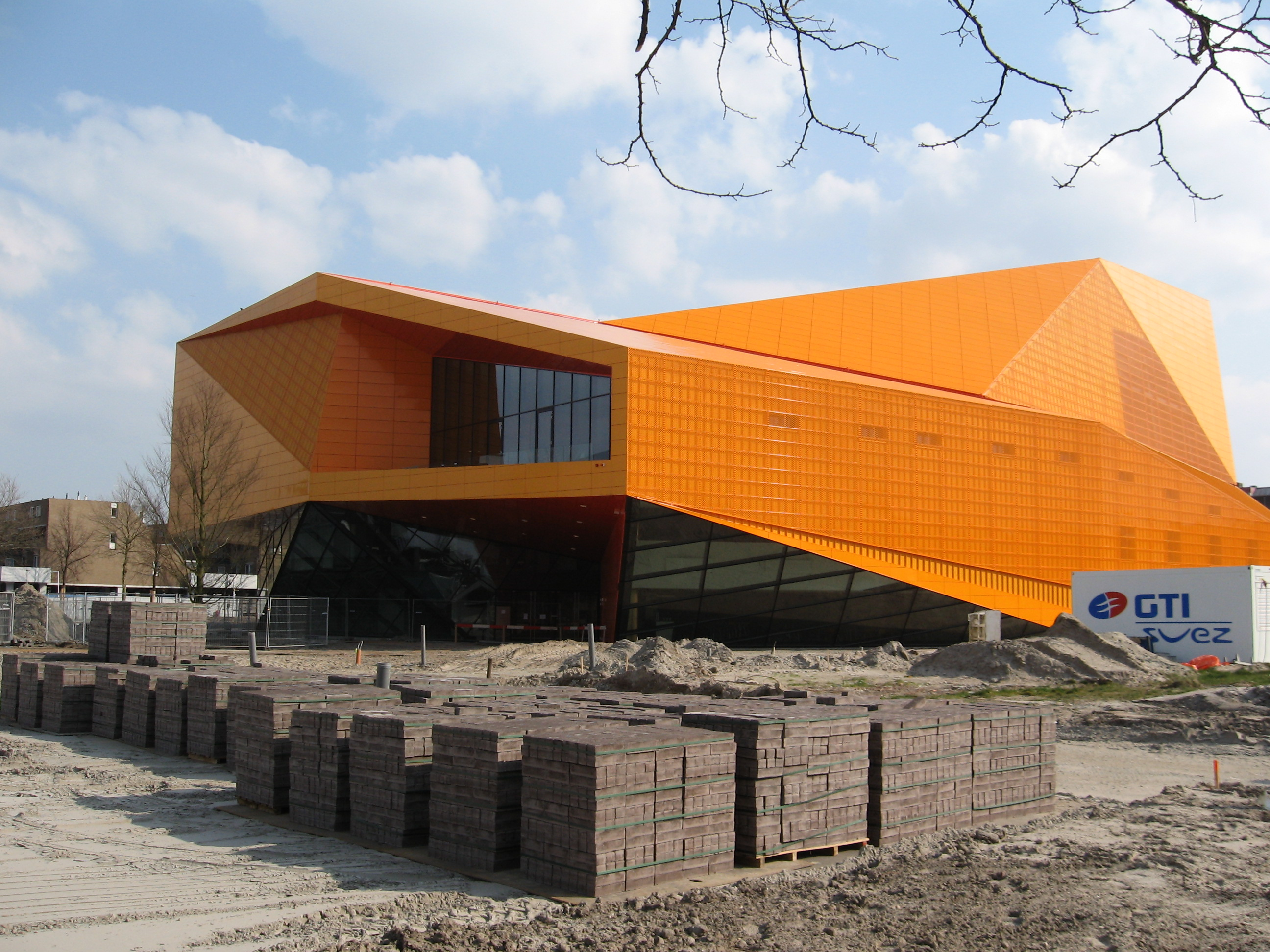
Agoratheater
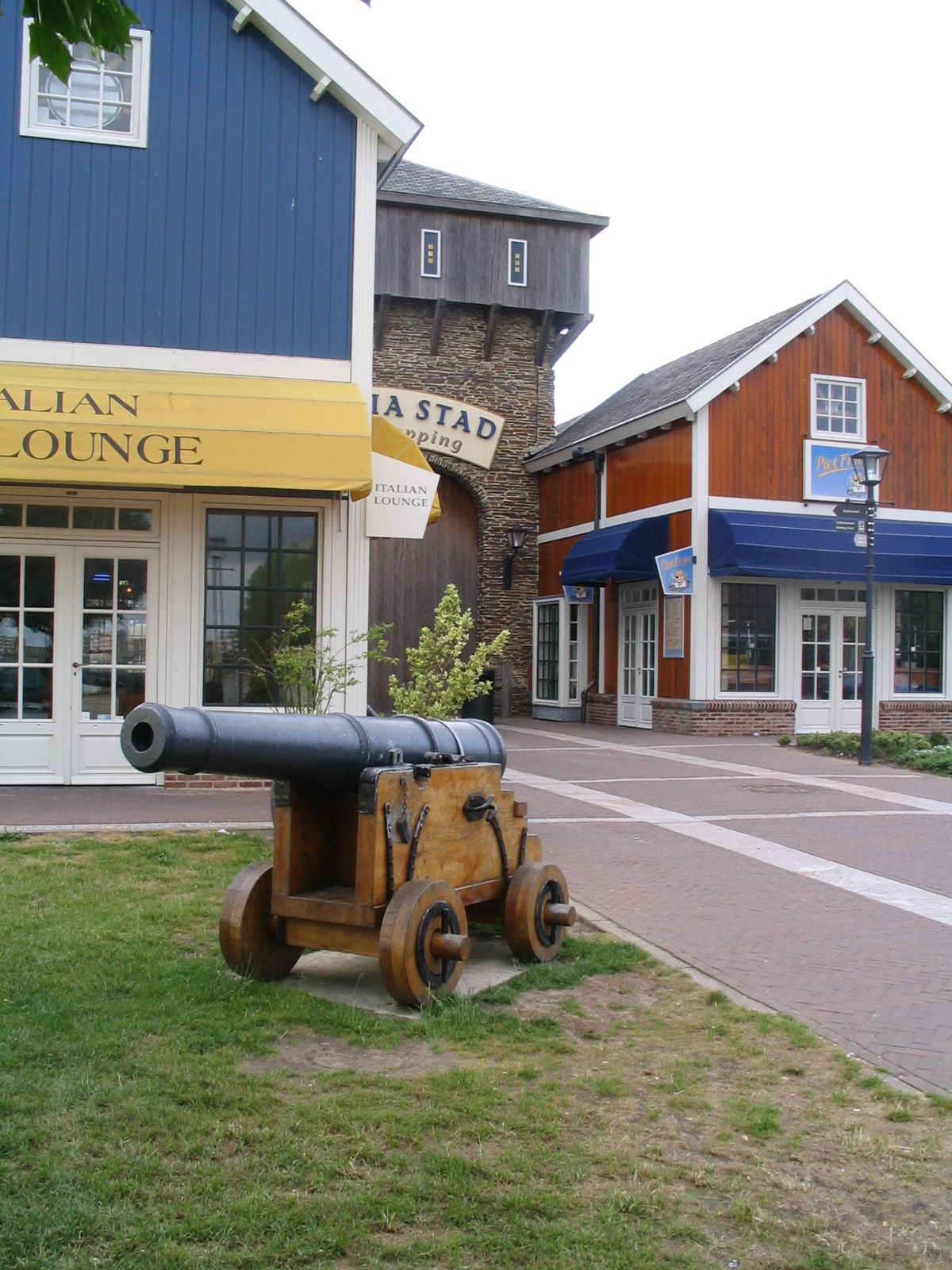
Bataviastad
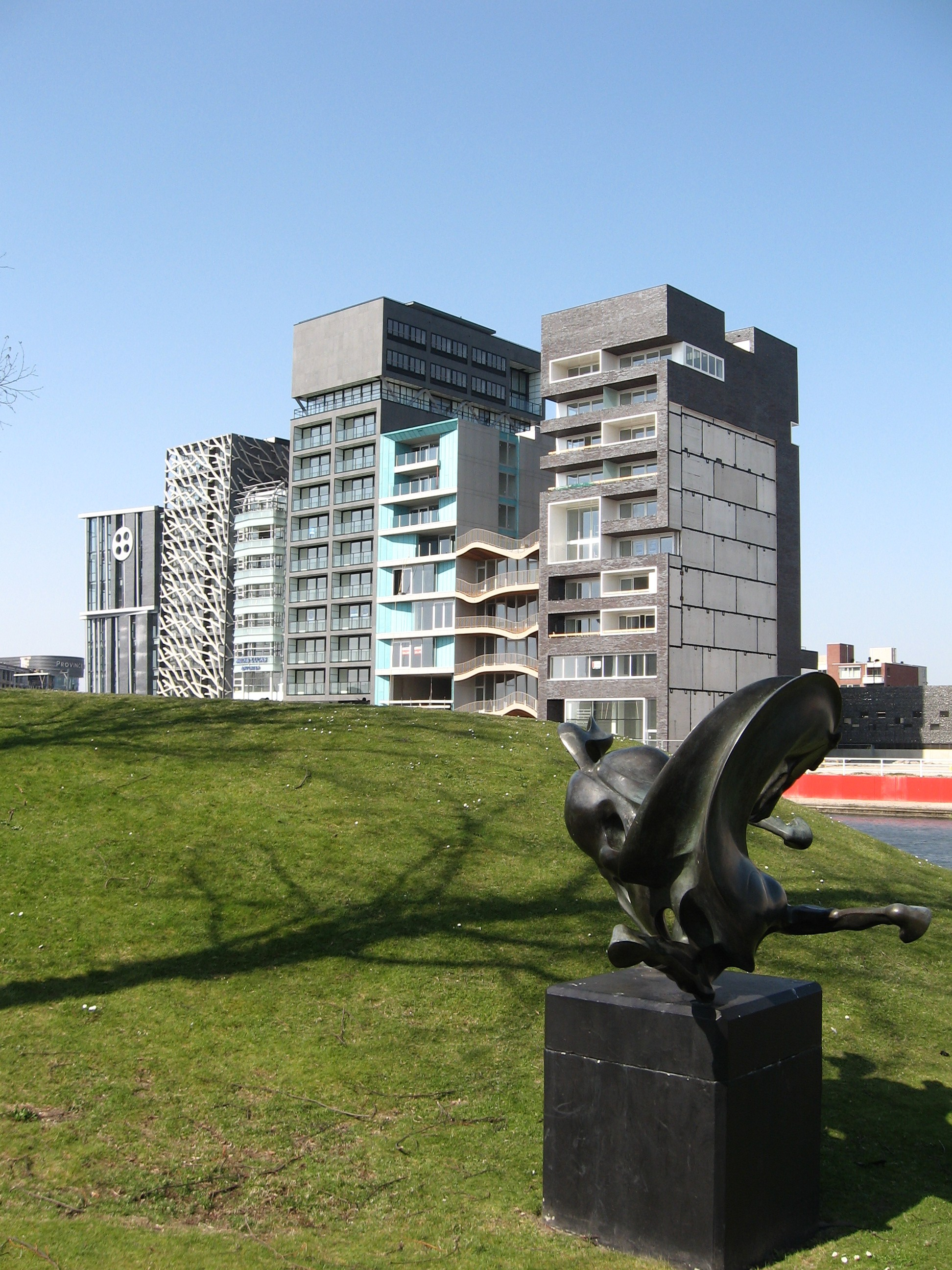
Parc Zilver